# Алексеенко, Александр Николаевич
Алекса́ндр Никола́евич Алексе́енко (укр. Олександр Миколайович Олексієнко; род. 13 мая 1979, Киев) — украинский футболист, полузащитник.

## Игровая карьера
Воспитанник киевского футбола. В 1996 году играл за «Динамо-3» в любительском чемпионате Украины. В следующем году перешёл в соседний ЦСКА, где 22 марта 1998 года в игре с запорожским «Металлургом» дебютировал в высшей лиге чемпионата Украины. В составе киевских армейцев Алексеенко провёл четыре сезона. В этот период киевская команда дважды выходила в финал Кубка Украины, где поочерёдно уступала «Динамо» и донецкому «Шахтёру». В 2001 году после очередного финала был приглашён в «Шахтёр». В сезоне 2001/02, в котором «горняки» впервые в истории стали чемпионами Украины, Алексеенко сыграл за них в трёх матчах. После окончания сезона Алексеенко перешёл в донецкий «Металлург». За три с половиной сезона в «Металлурге» тренировался под руководством Семёна Альтмана, Александра Севидова, Виллема Фреша, Тона Каанена и Славолюба Муслина. В 2003 и 2005 годах становился бронзовым призёром чемпионата Украины. В 2006 году перешёл в киевский «Арсенал», за который играл только в турнире дублёров. В следующем году сыграл 5 матчей в первой лиге за родной ЦСКА, ставший на тот момент фарм-клубом «Арсенала», после чего завершил игровую карьеру.